# (80) Sappho
(80) Sappho est un astéroïde de la ceinture principale découvert par Norman Robert Pogson le 2 mai 1864.

## Compléments